# Tři barvy: Bílá
Tři barvy: Bílá (fr. Trois couleurs: Blanc polsky Trzy kolory: Bialy) je francouzsko-švýcarsko-polský hraný film z roku 1994, který režíroval Krzysztof Kieślowski podle vlastního scénáře.

## Děj
Příběh začíná v Paříži v Justičním paláci, kde se rozvádí polský imigrant Karol Karol s Francouzskou Dominique. Holič Karol přijde rozvodem o všechny peníze i holičství. Zcela bez prostředků a bez pasu potká v metru krajana, který mu pomůže dostat se zpět do Polska. Zde spekuluje s pozemky, aby vydělal peníze. Založí prosperující firmu na dovoz zboží. Poté zakoupí mrtvolu a zinscenuje svou vlastní smrt, aby vylákal bývalou ženu na pohřeb. Plán vyjde, Dominique přijede. Je obviněna z jeho vraždy a zatčena.

## Obsazení
| Zbigniew Zamachowski | Karol Karol     |
| Julie Delpy          | Dominique Vidal |
| Janusz Gajos         | Mikołaj         |
| Jerzy Stuhr          | Jurek           |

## Ocenění
- Berlínský mezinárodní filmový festival v kategorii nejlepší režie